# Aretos (Heerführer)
Aretos (altgriechisch Ἄρητος Árētos) ist in der griechischen Mythologie ein Heerführer des Bakchos. 
Er erscheint einzig in der Dionysiaka des Nonnos von Panopolis aus dem fünften Jahrhundert n. Chr. Im siebzehnten Gesang wird er in einer Aufzählung der Heerführer des Bakchos auf seinem Weg nach Indien genannt, als das Heer von Kleinasien aus weiter in Richtung Assyrien zieht.